# Yorba Linda
Yorba Linda ist eine Stadt im Orange County im US-Bundesstaat Kalifornien mit 68.336 Einwohnern (Stand: 2020).
Die geographischen Koordinaten sind: 33,89° Nord, 117,77° West. Das Stadtgebiet hat eine Größe von 51,4 km². 
In der Stadt liegt die Richard Nixon Library & Birthplace, ein Museum am Geburtsort des 36. Vizepräsidenten der Vereinigten Staaten von Amerika und 37.  Präsidenten der Vereinigten Staaten von Amerika Richard Nixon.

## Söhne und Töchter der Stadt
- Carl Morris (1911–1993), Maler
- Richard Nixon (1913–1994), Politiker, 36. Vizepräsident der Vereinigten Staaten von Amerika und 37. Präsident der Vereinigten Staaten von Amerika
- Heather Bown (* 1978), Volleyballspielerin
- Sabrina Bryan (* 1984), Schauspielerin und Sängerin
- Eric Friedman (* 1984), Gitarrist
- Chris Pontius (* 1987), Fußballspieler
- Alex Obert (* 1991), Wasserballspieler
- Andrew Benz (* 1994), Volleyballspieler
- Matthew Hoppe (* 2001), Fußballspieler